# Paška čipka
Paška čipka je vrsta čipke, ki jo že stoletja izdelujejo v hrvaškem mestu Pag na otoku Pag.  

## Zgodovina paške čipke
Paška čipka naj bi izvirala iz Miken, prva omemba čipke pa je iz 15. stoletja, ko se v pisnih virih omenja samostan benediktinskih sester. Benediktinke samostana sv. Margarite so najbolj zaslužne za širjenje paške čipke, saj so čipke iz tega samostana prodajale v Benetke in na Dunaj. Sestre benediktinke so tako že od nekdaj učiteljice in varuhinje paške čipke. Danes je tako v samostanu ena najbogatejših zbirk paške čipke, zbirka pa obsega več kot sto različnih muzejskih eksponatov.
Paška čipka je bila prvotno uporabljena za izdelavo cerkvenih oblačil, prtov in okraskov za oblačila. Postopek vključuje olepšanje vzorca pajkove mreže z geometrijskimi motivi in ga danes prenašajo starejše ženske, ki ponujajo celoletne tečaje. Ena od lastnosti paške čipke je, da v preteklosti niso obstajale šablone in načrti, ampak se je način izdelave in vzorec prenašal ustno in s praktično izdelavo iz roda v rod z mater na hčere. 
Uradno je bila paška čipka prvič predstavljena na razstavi leta 1880. Med letoma 1906 in 1943 pa je bila paška čipka prikazana na številnih razstavah, v Londonu, New Yorku, Budimpešti, Beogradu, Dunaju, Milanu, Pragi. Na Svetovni razstavi v Parizu, leta 1937, je paška čipka prejela zlato plaketo za izredno dragoceno ročno delo. Na dunajskem dvoru naj bi imela Marija Terezija paško čipkarico, ki je vezla čipke za potrebe dvora.
Čipke so že dolgo ustvarjale podeželske ženske kot vir dodatnega dohodka in je pustila trajen pečat v kulturi svoje regije. Obrt proizvaja pomemben del tradicionalnih oblačil in je sama priča žive kulturne tradicije.
Leta 2009 je bila paška čipka, skupaj s čipkami iz Lepoglave in Hvara, uvrščena na seznam Unescove nesnovne kulturne dediščine.